# Starověká římská literatura
Římská literatura je součástí tzv. latinské neboli latinsky psané literatury. Nazýváme ji podle jazyka (latina), kterým je psána.
Římskou literaturu velmi ovlivnila řecká literatura, někteří autoři dokonce přebírali nejen témata, ale i celé kusy her. Toto ovlivnění je nejpatrnější v raných fázích římské literatury, později byl vliv řecké literatury oslaben. Na rozdíl od Řecka byla v Římě hlavním proudem divadelní tvorby komedie.
Dalším literárním žánrem, který vypovídá o tehdejším životě, se staly politické projevy. Mnoho politicky činných osob známe prakticky pouze z těchto projevů. V římské literatuře se projevil výraznější zájem o faktografii, což vedlo k prudkému rozvoji dějepisectví a úřední literatury vůbec.

## Římská literatura do roku 240 př. n. l.
Prakticky lze říci, že do roku 240 př. n. l. Římané nevěnovali literatuře téměř žádnou pozornost, v podstatě ji považovali za něco podřadného, za něco, čemu se člověk má věnovat až po práci. Přestože písmo znali již od 7. století př. n. l. používali ho po dlouhou dobu pouze k úřednímu styku. Je velmi složité zjistit, proč se u nich literatura prosadila tak dlouho po objevení písma. Pravděpodobně to bylo způsobeno stálými boji a velkou vůlí vybudovat silný stát. Tato vůle je u jiných starověkých národů téměř neznámá.
Před rokem 240 př. n. l. vznikala díla, na která další římská literatura nenavázala. Jedná se především o rodinné kroniky, nápisy na hrobech a domech atp.

### Úřední seznamy
- Anales maximi
- Libri pontificum

### Zákony
- Leges regiae
- Leges duodecim tabularum (zákony XII desek). Tyto zákony byly vyvěšeny na fóru Románu.

### Písně
Téměř všechny písně dochované z tohoto období sloužily k bohoslužebným účelům:
- Carmina Saliaria, písně kněží Saliů
- Carmina fratrum Arvalium, Písně bratrů Arvaliů

## Archaické období (240 př. n. l. – 80 př. n. l.)
V tomto období vznikalo mnoho překladů řecké literatury, díky nimž latina získávala nová slova a obraty. Díky tomu se postupně stávala výhodnou pro uměleckou tvorbu. Většina z prvních překladů měla závažné nedostatky, ale právě tyto překlady položily základy římské literatury a podnítily v Římě větší zájem o umění. Později si římští politici uvědomili, že šíření kultury je jedna z nutných podmínek, jak ovládat nová území a podrobené národy, i z tohoto důvodu začali kulturu štědře podporovat (např. Scipio mladší).
Prvním významnějším autorem, který je s římskou literaturou spojen je Lucius Livius Andronicus, který uvedl několik překladů řeckých her a přeložil Homérovu Odysseiu. Za počátek tohoto období bývají označovány Ludi Romani, což byly hry hrané v latině, tyto hry od 240 př. n. l. měly velký úspěch a Římané pak zařadili hry na řadu slavností. Za dalšího významného římského spisovatele lze považovat současníka a nástupce L. Andronica, kterým byl Gnaeus Naevius, který rozvinul římskou satiru, za tuto činnost byl dokonce krátkodobě uvězněn, po svém propuštění byl vypovězen do Afriky, kde zemřel.
Prvním opravdovým klasikem římské literatury, jehož význam zdaleka přesáhl jeho dobu a ovlivnil i pozdější období byl Quintus Ennius. Tento spisovatel ovlivnil svým dílem Annales především historický epos, jeho přístup k dramatu ovlivnil přístup k římské tragédii na delší dobu. Tragédii po něm rozvíjelo několik dalších literátů z nichž se nejznámějšími v tomto období stali Marcus Pacuvius a Lucius Accius.
V populárnější komedii v tomto období vynikl především Titus Maccius Plautus a Gaius Caecilius Statius, kteří zpracovávali témata řeckých komedií (fabula palliata), proto se prosadil žánr tzv. komedií každodenního života (fabula togata), někdy též togaty. V těch vynikli zejména Lucius Afranius, Titus Quinctius Atta a Laelius Gaius. V Římě vznikla satira, kterou psali již Quintus Ennius a Marcus Pacuvius, jejich díla však neměla velký význam, ale v díle Gaia Lucilia se již satira prosadila jako samostatný obor.
Teprve po rozvoji poezie se začala prosazovat i latinsky psaná próza, většina autorů psala ještě řecky, protože latina nebyla považována za jazyk vhodný pro taková díla. V této době byla řecká kulturní převaha značná, ale Římané začali latinu pozvolna přizpůsobovat i potřebám prózy a řečnictví vůbec. Tím se do latiny dostaly (z řečtiny) prvky, které byly v pozdější době velmi využívány (např. spád řeči při projevu atp.). Dalo by se říci, že základy rétoriky, které Římané potřebovaly v politice, filosofických debatách atp., převzali od Řeků. To umožnilo, resp. urychlilo, další vývoj latiny. Později bylo v latinské próze populární především dějepisectví a řečnictví. Dějepisné spisy se objevují teprve na konci druhé punské války.
První dějepisné spisy byly také psány v řečtině, bez kritiky a náležitého zpracování dat. Autoři, kteří takto psali, byli nazváni annalisty. Dějiny zpravidla zahajovaly příchodem Aenea do Itálie a končili svojí dobou, starší dějiny byly pojaty stručně – novější obsáhleji. V tomto období byly také napsány první autobiografie, jednalo se o klasické obhajoby politiků a jejich činů (např. Q. L. Catulus, P. R. Rufus atp. – zpravidla se jednalo o konzuly případně censory).
První latinsky psané spisy psal Cato Marcus Porcius příjmením Censorius (tzn. bývalý censor), známý především jako Cato starší. Jeho díla a díla lidí seskupených kolem něj jsou považována za první vrchol římské literatury. Dalšími významnými dějepisci a řečníky tohoto období byli především Lucius Calpurnius Piso Frugi a Lucius Coelius Antipater, který se pokoušel přihlížet i ke slohové kvalitě díla. Prvním, kdo se pokusil o pragmatický přístup k dějinám a o hledání dějinných souvislostí, byl Sempronius Asellio.
Na konci této doby se opět objevila díla pojednávající o celých dějinách (nebo alespoň o jejich podstatné části), tito spisovatelé byli nazváni mladší annalisté (Quintus Claudius Quadrigarius, Gaius Licinius Macer, Valerius Antias a především Lucius Cornelius Sisenna. Spolehlivost těchto pramenů je individuální od velmi spolehlivých po prakticky historicky bezcenná díla, samozřejmě přesnost klesala čím dále do historie šli, ale od historických událostí zase tito autoři dokázali udržovat určitý odstup.
V Římě se velmi rozvíjelo řečnictví, protože každý, kdo se chtěl prosadit v politice, musel být dobrý řečník. Římané řečnili všude – na pohřbech, na tržištích, u soudu atp., proto byly zakládány rétorické školy. Na konci tohoto období byla sepsána teorie rétoriky Rhetoricorum libri ad Herennium (4 knihy). Dále byly vydávány jednotlivé řeči.
Další literaturou byly spisy z jednotlivých oborů, např. právo (Sextus Aelius Paetus Catus – Tripartita, což byl výklad zákonů dvanácti desek. Poměrně značné množství úspěšných spisů vzniklo v oborech jako matematika, gramatika a filosofie.

## Zlaté období (80 př. n. l. – 14 n. l.)
Toto období je považováno za vrchol římské literatury a to jak v próze, tak i v poezii, literatura tohoto období proto také bývá označována jako klasická próza a poezie. Za klasickou bývá považována i latina tohoto období. Latina se velmi zjemnila a studiem řeckých spisů dosahují autoři čistoty jazyka, věcné a kompoziční.
Próza dospěla ke svému vrcholu dříve než poezie. V této době se velmi rozvíjelo řečnictví a část politických i jiných projevů nám zůstala zachována. Také dějepisectví se rozvíjelo, především díky studiu řeckých pramenů a systematizaci v psaní děl tohoto typu. V řečnictví se prosadily tři známé slohy:
1. asiaticum dicendi genus (asijský) – Quintus Hortensius, Marcus Antonius;
2. genus atticum (attický) – střízlivý, Gaius Julius Caesar, Marcus Iunius Brutus;
3. genus rhodium – Marcus Tullius Cicero.

Toto období bývá občas nazýváno obdobím Ciceronovým, protože by šlo říci, že literaturu této doby ovlivnil nejvíce právě Marcus Tullius Cicero, kterého lze považovat za jednoho z nejvýznamnějších řečníků vůbec. V tomto období vznikla velmi významná historická díla Sallustiova, Caesarova, Pompeia Troga a moralistická díla Cornelia Nepota. Mezi historické autory bývá řazen i polyhistor Marcus Terentius Varro Reatinus, který se proslavil především svými encyklopedickými díly, ačkoli skládal i poezii.
Poezie byla nejprve ve stínu těchto historických děl a v některých případech byla těmito díly i přímo ovlivněna (např. Bellum Sequanicum od Varra Atacina). Dalšími významnými básníky počátků tohoto období byli Titus Lucretius Carus, Gaius Valerius Catullus, Laevius a Porcius Licinius.
V Augustově době dospěla poezie ke svému vrcholu a tím se dostala do popředí zájmu. Tato situace nastala díky nadání jednotlivých básníků a podpoře císaře Augusta, který tento druh umění podporoval přes svého cháněnce a ministra Cilnia Maecenata (odtud pojem mecenáš). Dalším významným faktorem v rozvoji římské literatury byl fakt, že Gaius Asinius Pollio založil veřejnou knihovnu a zavedl veřejné předčítání nových děl – tzv. recitationes.
Básníci byli často ovlivněni řeckou poezií, vzorem se jim v této době stala klasická poezie (Homér ad.), což znamenalo značný posun v tématech. Výběr jejich témat dále ovlivnila již zmíněná podpora Augustova, která vedla k oslavě Říma, což bylo téma, které bylo u Římanů nejen žádané, ale vyhovovalo i naturelu básníků, proto jsou tato díla považována za nejlepší díla římské literatury.
Mezi představitele poezie tohoto období patří Quintus Horatius Flaccus, Lucius Varius Rufus, Sextus Propertius, Albius Tibullus, Publius Vergilius Maro a především Publius Ovidius Naso.
Řečnictví v době Augusta ztratilo svůj význam, přesto patřilo k významným oborům literatury. Za nejvýznamnějšího řečníka přelomu letopočtu je považován Gaius Asinius Pollio. Díky rozmachu cenzury se za vlády Augusta řečnictví přestalo týkat politiky a rozvíjelo se především u civilních soudů a na školách, kde se však žáci vyjadřovali pouze k fiktivním tématům.
Histografie je poznamenána menší svobodou, protože již nebylo možné psát svobodně o tehdejší době nebo o době nedávné. Vznikalo značné množství tendenčních děl, nebo díla z doby vzdálenější, která byla méně přesná. Často byly schvalovány knihy servilní. Ostatní díla byla zakazována a někdy i ničena. Takto byla senátem (který již byl zcela pod vlivem císaře) zakázána a spálena díla T. Labiena a Cassia Severa. Pravděpodobně nejvýznamnějším historickým dílem této doby jsou Ab urbe condita libri, které napsal Titus Livius. Známým se stal i Pompeius Trogus, historik Augustovy doby.
Dále je známo značné množství odborných děl, především z oblasti práva, k nejvýznamnějším autorům v tomto oboru patřil Gaius Trebatius Testa, Gaius Ateius Capito, Marcus Antistius Labeo a Gaius Iulius Hyginus.
Z ostatních oborů se proslavil Marcus Vitruvius Pollio, který napsal deset knih o stavitelství, které se zachovaly. Toto dílo bylo velmi důležité po odborné stránce, po literární stránce je považováno za méně zdařilé.
Zajímavé je, že se při tomto velikém rozmachu literatury téměř vůbec nepsalo drama. Velmi populární se stal pantomimismus (balet), zavedený za Augusta. Zde se nejvíce hrála mytologická témata – představovaná posunky a tancem.

## Stříbrná doba (14–117)
Toto období pokrývá dobu tzv. raného císařství, začíná smrtí císaře Augusta a nástupem Tiberia, za její konec se považuje smrt císaře Traiana a nástup Hadriana. Vlády těchto císařů nevytvořily ostrý předěl, přesto lze najít pozvolnou hranici ve stavu římské říše, což se samozřejmě odrazilo i na literatuře.
Literatura této doby je poznamenaná dalším omezováním svobody slova, což některé autory odradilo nebo alespoň limitovalo. Velký vliv na literaturu této doby měly rétorické školy, ty se však již nevyjadřovaly k císařské moci ani k aktuální politické situaci. Po Augustově smrti († 17) ještě postupně ubylo příležitostí k řečnění, přesto se vliv rétoriky projevil prakticky ve všech odvětvích literatury. I proto začalo docházet k propojení a mizení ostré hranice mezi prózou a poezií. Próza a poezie se v tomto období staly zhruba stejně populární.
Omezení svobody vedlo k jisté servilnosti a přehnanému lichocení na straně jedné a na straně druhé k jisté zarputilosti a rezignaci. Pokud však došlo k přímé kritice systému, nebo císaře, následoval trest, většinou v podobě vyhnanství a stažení děl, výjimečně i trest smrti. V tomto období se prosadilo poměrně méně umělců než v období předchozím, ale tento rozdíl nebyl nijak dramatický, zajímavé je, že se výrazně snížil počet průměrných autorů.
V tomto období se mimo klasickou římskou literaturu v Římě objevují ještě počátky křesťanské literatury, za Nerona došlo k prvnímu velkému pronásledování křesťanů a je poměrně zajímavé, jak málo se to odrazilo v dobové literatuře.
Prakticky nejvýraznějšími osobnostmi tohoto období byly řečník a právník Annaeus Lucius Seneca († asi 40) známý jako Seneca starší a jeho stejnojmenný syn († 65) známý jako Seneca mladší. Výrazně známějším se stal filosof a spisovatel Seneca mladší. Proslulost mu zajistila především jeho schopnost jasně a stručně vyjádřit myšlenku, jinak lze říci, že Seneca mladší zasáhl prakticky do všech literárních žánrů své doby. Další výraznou příbuzenskou dvojicí byli polyhistor Plinius starší a jeho nevlastní syn Plinius mladší. Mimo těchto příbuzenských dvojic se nejznámějším stal Petronius Arbiter, o němž se toho sice ví velmi málo, přesto zůstal pověstný svým vkusem.
Mnoho spisovatelů vystudovalo rétoriku a umožnili tak pronikání některých prvků z této oblasti do literatury, mezi takové spisovatele bývá řazen především servilní autor epigramů Marcus Valerius Martialis, jehož některé epigramy lze považovat až za obscénní. Rétoriku vystudoval i satirik Decimus Iunius Iuvenalis, u kterého je patrná oblíbená myšlenka literatury, tj. úpadek mravů. Podobně moralizující přístup měl i další satirik a básník Persius a bajkář Faedrus.
Z básníků se stal nejznámější bratr Seneky mladšího Marcus Annaeus Lucanus, Gaius Valerius Flaccus Setinus Balbus a částečně i Titus Catius Asconius Silius Italicus, který nesledoval tehdejší směr římské poezie a psal ve stylu římské klasické epické poezie.
Tradičně významným odvětvím literatury byla historická literatura, v tomto období existovala celá řada velmi servilních historiků a proto je nutno k některým informacím přistupovat velmi opatrně a kriticky. Nejvýznamnější z historiků této doby byl Tacitus, který se nesnažil dějiny pouze popsat, ale i najít historické souvislosti a příčiny. Další historici, např. Gaius Suetonius Tranquillus se snažili spíše o lehčí a čtivější přístup k historii. Historicko-právní přístup lze najít v komentářům Ciceronových řečí, tyto komentáře sepsal Quintus Pedianus Asconius
Dalším oblíbeným tématem římské literatury byla právnická literatura, zde se prosadil především Plinius starší a Plinius mladší. Významným právníkem, který se literárně proslavil spíše jako básník byl Titus Catius Asconius Silius Italicus.
Z oborů méně atraktivních pro Římany se prosadil především geograf Pomponius Mela a jeho slavný spis De chorographia, nejslavnější učebnici rétoriky této doby sepsal Marcus Fabius Quintilianus.

## Období úpadku (od r.117)
Toto období samozřejmě nemá přesně vymezený počátek, obecně za počátek úpadku římské literatury bývá označován rok 117, tedy smrt císaře Traiana a následný nástup Hadriana. Obecně lze říci, že za vlády Hadriana převážily tendence vedoucí k poklesu kvality římské literatury, samotný pokles se projevil spíše až po smrti Marca Aurelia (180).
Pro toto období je typické, že se literatura rozvíjí především v provinciích, v samotném Římě či Itálii, což byla dosavadní literární centra, určující vkus, začíná pomalu literatura stagnovat. Tento přesun podpořil již nastalou tendenci stagnace a autoři se začali obracet zpět k památkám starším a to nejen řeckým, ale i římským. To způsobilo, že se literatura přestala dále vyvíjet a začala upadat.
To vedlo k tomu, že v tomto období je v literatuře málo výrazných osobností, které svým působením literaturu ovlivnili, nebo alespoň dosáhly kvalit předchozích autorů. V průběhu 3. století se tradiční římská literatura ocitla v obrovské krizi, během které málem zanikla.
Ke konci Říma a zvláště po zániku západořímské říše literatura v Evropě upadla prakticky na úroveň archaické doby. Evropa dlouho nečetla řecké spisy a literaturu psanou latinsky pouze sporadicky. Po rozpadu Říma se postupně snižovala vzdělanost a nakonec došlo k tomu, že číst uměli pouze vzdělanci.
Trendy vedoucí k úpadku, především oslabení vlivu Říma a návrat k minulosti, který byl podporován nejen císaři, ale i bohatými občany Říma, kteří tradičně sponzorovali umění, byl pochopitelný, protože docházelo k postupnému úpadku Římské říše a lidé se obraceli do jeho slavných dob – často i republikánských. Úpadek římské literatury se nejprve a nejvýrazněji projevil v poezii, ve které v tomto období nevznikla prakticky žádná významnější díla. Za významnější básnické dílo, v tomto období, lze považovat patrně Parenthaliu a Mosellu, jejichž autorem je Decimus Magnus Ausonius. Dalšími významnějšími básníky tohoto období byli především Aurelius Prudentius Clemens, kterého lze spíše řadit do křesťanské literatury a Claudius Claudianus. Za chronologicky prvního básníka tohoto období lze považovat Marca Cornelia Fronta (působil kolem roku 150), který byl hlavním propagátorem návratu k archaickému stylu.
Poezii v této době psala ještě celá řada autorů, ale žádný z nich již nedosáhl většího významu. Ve své době byla významná ještě celá řada autorů, ale jejich díla byla z hlediska celé římské literatury spíše podprůměrná. Mnohem většího významu než poezie dosáhla v této době próza, kde se prosadilo větší množství oborů a odvětví, a tak byla zachována její rozmanitost, ale ani próza nedosahovala dřívějších kvalit. Proto mnoho tehdejších autorů mělo význam jen pro tehdejší dobu, nebo jen pro některý region.
Na přelomu 3. a 4. století vznikla tzv. panegyrická literatura, jednalo se o jakési oslavné řeči panovníků a jejich zástupců. V těchto chvalořečech vynikli Galové, několik takovýchto literárních děl se zachovalo.
Dalším prvkem způsobujícím úpadek tradičního nahlížení na literaturu byl prudký vzestup křesťanství, jehož literární památky tvoří v římské literatuře samostatný proud. K nejvýznamnějším odpůrcům křesťanství a zároveň i autorem několika oslavných děl byl Quintus Aurelius Symmachus Eusebius. Zvláštní pojetí životopisných děl, kde se projevil nejen zájem o detaily, ale i různé drby a skandální informace objevil v tomto období Gaius Suetonius Tranquillus. Tento styl životopisů se stal základem životopisů psaných v Evropě až do období baroka.
Z klasických literárních oborů se v tomto období prosadila řada právníků, kdy ve 3. století zažila právnická literatura svoji renesanci a postupně byl nastolen trend kodifikace práva, jehož vrcholem se stal Corpus iuris civilis, což je kolektivní dílo právníků vypracované vydané v roce 533 na příkaz císaře Justiniána I. Na díla sepsané v tomto období navazovalo právo i v pozdějších dobách.
Nástup právnické literatury byl zahájen již ve 2. století Gaiem. Největším teoretikem práva tohoto období byl patrně Domitius Ulpianus a Aemilius Papinianus, tento rozvoj teorie neznamenal i rozvoj praktického práva, které naopak prožilo poměrně velkou krizi.
Z historiků tohoto období se stal nejslavnější patrně Ammianus Marcellinus, který je považován za posledního velkého římského historika. O dějinách psal z klasicky římského hlediska, dějiny z křesťanského pohledu popsal Paulus Orosius.
O gramatice vznikalo méně spisů než v předchozích obdobích, přesto v tomto obdobná vznikla nejrozsáhlejší, do dnešní doby dochovaná latinská gramatika – Institutiones grammaticae, kterou napsal Priscianus z Kaisareie. Z odborné literatury se dochovala i filosoficko-literární kompilace Aula Gellia. Filosofií se v tomto období zabýval Macrobius a Martianus Minneus Felix Capella, který zasáhl do více oblastí římské literatury.
Z ostatních oblastí se objevila i díla o astronomii. V této oblasti vynikl ve 4. století především Julius Firmicus Maternus. Poměrně na ústupu byla i vojenská literatura, kterou v tomto období zastupuje především Flavius Vegetius Renatus. O zemědělství psal především Rutilius Taurus Aemilianus Palladius. Z odborných děl je velmi zajímavé lékařské dílo Sexta Empirica

### Křesťanská literatura
Od druhého století se v Římské říši rozvíjela křesťanská literatura, ta se začala postupně rozvíjet koncem 2. století, v průběhu 3. a 4. století se v Římské říši stala dominantní, přesto nedosáhla kvalit klasické římské literatury a jako taková do ní nebývá řazena, protože obsahově patří do literatury, která ovlivnila evropské myšlení dalšího období, ačkoli to na ni v mnoha případech nenavazovalo. Tuto literaturu nazýváme patristickou, protože autoři se stali tzv. církevní otcové. Zpravidla se jednalo o výklad Kristova učení, v této době byl mj. sepsán i Nový zákon.
Nejstaršími představiteli křesťanské literatury v Římě byl Tertullianus, který společně s Marcem Minuciem Felixem ovlivnili vývoj křesťanského pojetí svaté Trojice. Skutečně zajímavou postavou křesťanské literatury tohoto období byl Ambrosius (svatý Ambrož), jehož díla ovlivnila nejen pozdější křesťanský svět, ale i myšlení v Římské říši. Patrně největší vliv na pozdější vývoj křesťanství měl Augustinus Aurelius, známější jako svatý Augustin.